# 李光炎
李光炎（?—?），湖北荆州人，清朝政治人物。
宣统2年（1910年），擔任清朝遵义府婺川縣知縣。后由周著原接任。